# Wałentyna Szewczenko (polityk)
Wałentyna Semeniwna Szewczenko z d. Solanyk (ukr. Валентина Семенівна Шевченко (Соляник); ur. 12 marca 1935 roku w Krzywym Rogu, zm. 3 lutego 2020) – ukraińska i radziecka polityk, przewodnicząca Prezydium Rady Najwyższej Ukraińskiej SRR (1984–1990).
Urodzona w rodzinie górnika, potomka ukraińskich Kozaków. Skończyła uniwersytet w Kijowie. Od 22 listopada 1984 do 4 czerwca 1990 roku jako jedyna kobieta na tym stanowisku była przewodniczącą Prezydium Rady Najwyższej Ukraińskiej SRR. W 1986 roku podpisała dekret w sprawie utworzenia dwóch nowych rejonów (jednego w obwodzie żytomierskim, drugiego w kijowskim) dla uchodźców z rejonu czarnobylskiego po katastrofie atomowej.

## Odznaczenia
- Order Rewolucji Październikowej
- Order Przyjaźni Narodów
- Order Księżnej Olgi I klasy
- Order Księżnej Olgi II klasy
- Order Księżnej Olgi III klasy
- Order Księcia Jarosława Mądrego V klasy